# Neuilly-en-Dun

Neuilly-en-Dun este o comună în departamentul Cher, Franța. În 1 ianuarie 2022 avea o populație de 225 de locuitori.